# Comissário do Reino da Suécia
O Comissário do Reino da Suécia (Sueco: Riksdrots ou apenas Drots) era um alto cargo politico membro do Conselho Privado da Suécia entre o final do século treze até o final de 1809, excluindo os períodos em que o titulo esteve vago.
A primeira menção ao cargo de drots na Suécia data de 1276, indicando um alto funcionário do rei (riksämbetsman). No séc. XIV, drots era sobretudo um substituto temporário do rei, quando este era menor ou estava ausente no estrangeiro. Em 1569, drots reapareceu como título honorífico. Nos séculos XVII e XVIII, o cargo adquiriu poder, sendo reservado a altos funcionários da administração da justiça no Reino da Suécia. Com a Constituição de 1809, o título desapareceu definitivamente.